# Paudèze
Paudèze är ett vattendrag i Schweiz. Det ligger i den sydvästra delen av landet, 80 km sydväst om huvudstaden Bern. Paudèze ligger vid sjön Genèvesjön.
Trakten runt Paudèze är nära nog obefolkad, med mindre än två invånare per kvadratkilometer.